# Hans Witte (Historiker)

Hans Witte, 1890

Johannes Nathanael Christian „Hans“ Witte (* 30. April 1867 in Doberan; † 17. Dezember 1945 in Neustrelitz) war ein deutscher Archivar und Historiker. Er leitete das Hauptarchiv, die Landesbücherei und das Landesmuseum in Neustrelitz. Seine Forschungsschwerpunkte waren Nationalitätenforschung und mecklenburgische Landesgeschichte.

## Leben und Werk
Hans Witte wurde als Sohn des erst seit Kurzem in Mecklenburg wirkenden evangelischen Theologen und Pastors Traugott Witte (1834–1902) und dessen Ehefrau, der schlesischen Pastorentochter Elisabeth Reinsch (1838–1925) geboren. Zum Zeitpunkt seiner Geburt war der Vater Rektor in Doberan.
Witte verlebte seine Kindheit vor allem in Dreibergen bei Bützow, wo sein Vater seit 1869 das Pfarramt verwaltete. Nach dem Abitur an der Domschule Güstrow zu Michaelis 1887 studierte Witte in Leipzig, Berlin und Straßburg, wo er 1890 mit einer Deutschtumsarbeit promoviert wurde. Während seines Studiums wurde er Mitglied beim Verein Deutscher Studenten Straßburg. 1892 wurde er wissenschaftlicher Hilfsarbeiter am Bezirksarchiv in Metz, 1898 Hilfsarbeiter am Hauptarchiv Schwerin, 1899 Archivar und 1909 Archivrat. Nachdem er wegen einzelner Darstellungen in seinen Kulturbildern aus Mecklenburg in Schwerin in Ungnade gefallen war, übernahm Witte am 1. September 1913 als Nachfolger von Gustav von Buchwald die Leitung von Hauptarchiv und (Landes-)Bibliothek in Neustrelitz. 1914–1918 war er Soldat in Belgien.
Nach der Etablierung des vormaligen Landesteils Mecklenburg-Strelitz als souveräner Freistaat bemühte sich Witte, unter Einbeziehung insbesondere der Lehrerschaft dieser Region, um Herausbildung eines eigenständigen Nationalbewusstseins in dessen Bevölkerung. Er forcierte die Spaltung der mecklenburgischen Heimatbewegung und förderte die Intensivierung heimatkundlicher und regionalgeschichtlicher Beschäftigung mit und in Mecklenburg-Strelitz. 1921 war Witte Hauptinitiator und Mitgründer des mecklenburg-strelitzschen Landesmuseums in Neustrelitz, das sich auf Basis der großherzoglichen Sammlungen formierte. Auf Wittes Initiative hin wurde 1925 der Mecklenburg-Strelitzer Verein für Geschichte und Heimatkunde gegründet, mit dem er Mecklenburg-Strelitz vom traditionsreichen Heimatbund Mecklenburg abspaltete und auch inhaltlich auf Konfrontationskurs zum vormaligen Landesteil Mecklenburg-Schwerin einschwor. Gleichwohl entfaltete Wittes Verein für etwa ein Jahrzehnt ein beachtliches Eigenleben und eine noch nie dagewesene und nie wieder erreichte Regionalwirkung, ehe der Verein unter dem Eindruck der Wiedervereinigung beider mecklenburgischer Freistaaten letztendlich an Wittes Separationspolitik scheiterte.
Witte wandte sich früh nationalsozialistischem Gedankengut zu und entwickelte sich in Neustrelitz zu einem führenden Vertreter der NS-Bewegung. Er war unermüdlicher Agitator seiner nationalistischen Überzeugung und veröffentlichte zahlreiche Aufsätze, in denen er sich mit „Volkstumsabgrenzung“ zwischen Deutschen und Slawen befasste, so 1929 in der Zeitschrift Volk und Rasse.
Nach Erreichung der Altersgrenze wurde Witte im Sommer 1932 als Archivdirektor pensioniert. Sein Amtsnachfolger in Neustrelitz war Carl August Endler.

## Jegorow-Verurteilung
Nach Ansicht von Johannes Papritz, dem Leiter der Publikationsstelle Berlin-Dahlem, war die These des russischen Historikers Dmitri Nikolajewitsch Jegorow, die Binnenkolonisation Mecklenburgs sei durch Slawen erfolgt, „den deutschen Interessen“ schädlich. Papritz intervenierte im Juli 1931 und sorgte für die Verurteilung des zweiten Bandes von Jegorows Buch Die Kolonisation Mecklenburgs im 13. Jahrhundert durch Witte, der den ersten Band in einer Rezension noch gelobt hatte. 1932 erschien als Nachlieferung ein dritter Band, in dem Witte Jegorows Buch als „staatlich bestellte politische Arbeit“ bezeichnete; das Reichsministerium des Innern zahlte Witte dafür ein Honorar und übernahm weitere Kosten.

## Veröffentlichungen (Auswahl)
- Zur Geschichte des Deutschtums in Lothringen. Die Ausdehnung des deutschen Sprachgebietes im Metzer Bistume im ausgehenden Mittelalter bis zum Beginne des 17. Jahrhunderts. In: Jahr-Buch der Gesellschaft für Lothringische Geschichte und Altertumskunde, Zweiter Jahrgang,  G. Scriba, Metz 1890, S. 231–300 (Digitalisat).
- Lothringen und Burgund. In: Jahr-Buch der Gesellschaft für lothringische Geschichte und Altertumskunde. Zweiter Jahrgang, G. Scriba, Metz 1890, S. 1–100 (Digitalisat).
- Deutsche und Keltoromanen in Lothringen nach der Völkerwanderung.  Die Entstehung des deutschen Sprachgebietes. In: Beiträge zur Landes- und Volkskunde von Elsass-Lothringen. Dritter Band, Heft XV, J. H. Ed. Heitz (Heitz & Mündel), Straßburg 1891 (Digitalisat).
- Das deutsche Sprachgebiet Lothringens und seine Wandelungen von der Feststellung der Sprachgrenze bis zum Ausgang des 16. Jahrhunderts. In: Forschungen zur deutschen Landes- und Volkskunde, Band 8, Stuttgart 1894, S. 407–535 (Digitalisat).
- Zur Geschichte des Deutschtums im Elsass und im Vogesengebiet. In: Forschungen zur deutschen Landes- und Volkskunde, Band 10, Heft 4, Stuttgart 1897, S. 297–344 (Digitalisat).
- Wismar unter dem Pfandvertrage, 1803-1903. Festschrift zur Hundertjahrfeier der Wiedervereinigung Wismars mit Mecklenburg. Wismar 1903 (Digitalisat)
- Wendische Bevölkerungsreste in Mecklenburg. Stuttgart 1905. (Digitalisat)
- Mecklenburgische Geschichte in Anknüpfung an Ernst Boll. 2 Bände. Wismar 1909 u. 1913 (Digitalisate: Band 1, Band 2)
- Kulturbilder aus Mecklenburg. 2 Bände. Leipzig 1911 [2. Aufl.: Leipzig 1912] (Digitalisate: Band 1, Band 2)
- Besiedlung des Ostens und Hanse. München 1914 (Digitalisat)
- Ein kritisches Nachwort. Breslau 1932 [= Dmitri Nikolajewitsch Jegorow: Die Kolonisation Mecklenburgs im 13. Jahrhundert; Bd. 3]